# Per Brohäll

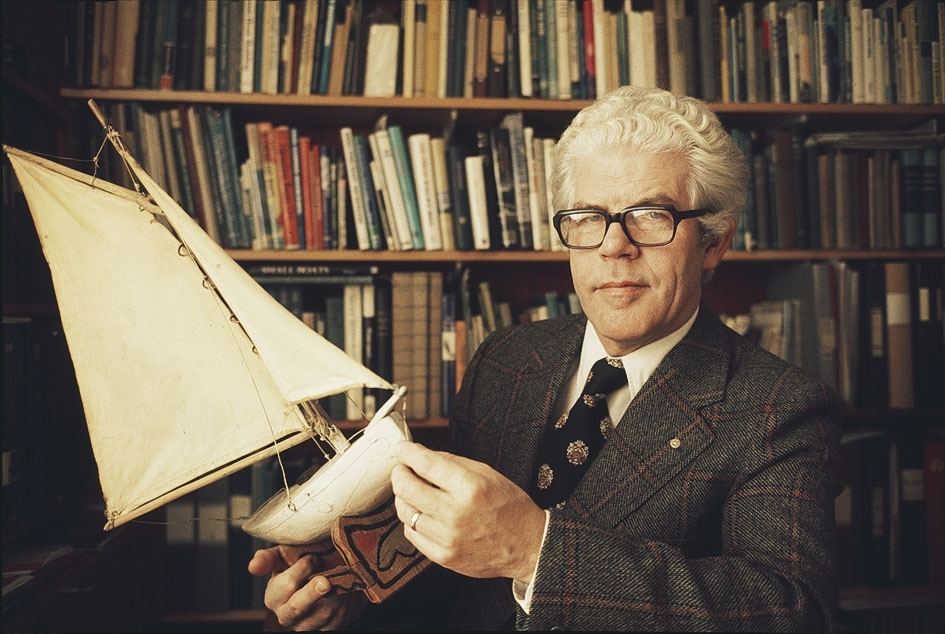
Per Brohäll

Per Arvid Sixten Brohäll, född 17 mars 1917 i Forshaga, död 3 oktober 1989 i Kristinehamn, var en svensk båtkonstruktör och formgivare som tidigt anammade att bygga båtar av glasfiberarmerad polyester. 
År 1959 ritade han Trissjollen som i olika tappningar byggdes i över 10 000 exemplar. I Norge byggdes den på licens under namnet Gresvig-jolle (G-jolle). Karlskronaviggen började tillverkas 1965 på Karlskronavarvet efter ritning av Brohäll. Brohäll ritade även Albin Vega som tillverkades av Albin Marin mer än 3 300 exemplar. År 1968 sjösattes den av Brohäll ritade motorbåten Albin 25 från Albin Marin, som kom att säljas i över 2 500 exemplar under 10 år, ett ännu oslaget rekord.[källa behövs]
Under 1950-talet konstruerade Per Brohäll ett antal segelbåtar för byggnation i båtplywood, exempelvis Peoples Boat (konstruerad 1950), vilken ritades för en konstruktionspristävling utlyst av den engelska seglingstidskriften Yachting World som en långfärdsbåt med längd över allt på 7,02 meter för två personer, Midgethavskryssaren (konstruerad 1960), en havskappseglingsbåt med fyra kojplatser och längd över allt på 7,50 meter. Per Brohäll har även ritat Skandi, för byggnad med skrov på kravell med en längd längd över allt på 8,90 meter.
Över 30 000 båtar har byggts efter Per Brohälls ritningar, alla med Per Brohälls devis mesta båt för minst pengar.
Per Brohäll har gett ut litteratur, bland annat Bygg båten själv, om hur det går till att bygga en modern träbåt från utslag och mallar från en ritning till färdig båt. Andra böcker av Per Brohäll är Min segelbåt